# ディシディア ファイナルファンタジーシリーズの登場人物
- ファイナルファンタジーシリーズ
  - ディシディア ファイナルファンタジー > ディシディア ファイナルファンタジーシリーズの登場人物
  - ディシディア デュオデシム ファイナルファンタジー > ディシディア ファイナルファンタジーシリーズの登場人物
  - ディシディア ファイナルファンタジー (アーケードゲーム) > ディシディア ファイナルファンタジーシリーズの登場人物
  - ディシディア ファイナルファンタジー オペラオムニア > ディシディア ファイナルファンタジーシリーズの登場人物

ディシディア ファイナルファンタジーシリーズの登場人物（ディシディア ファイナルファンタジーシリーズのとうじょうじんぶつ）では、スクウェア・エニックスのコンピュータゲーム『ディシディア ファイナルファンタジー』シリーズに登場する架空のキャラクターを解説する。なお本項での各自の世代分類は、ソフトが最初に販売された機種に順ずる。また、声については「日本語版音声 / 英語版音声」の並びとする。
12回目の戦いと13回目の戦いで所属陣営が変更されているキャラクターは時系列に沿って【12回目の所属陣営→13回目の所属陣営】の順に表記する。12回目の戦いと13回目の戦いの意味についてはディシディア デュオデシム ファイナルファンタジーを参照。
なお、本項目での作品表記は、以下の通りとする。
- ディシディア：『ディシディア ファイナルファンタジー』（第一作）
- デュオデシム：『ディシディア デュオデシム ファイナルファンタジー』（第二作）
- アーケード：『ディシディア ファイナルファンタジー』（アーケード版）
- オペラオムニア：『ディシディア ファイナルファンタジー オペラオムニア』（オペラオムニア）
- NT：『ディシディア ファイナルファンタジー NT』（NT）

## ディシディアから登場するキャラクター

### 特徴
歴代の『ファイナルファンタジーシリーズ』（以下FF）のキャラクターが一堂に会す本シリーズの登場キャラクターは、一作目のディシディアでは第1作の『FF』の構図を踏襲し「光と闇の対決」を基本コンセプトとして、「歴代の主人公」が調和の神コスモス陣営に、その「宿敵」が混沌の神カオス陣営に配されたわかりやすい対立構造となっている。カオス陣営については、単にラストボスを選ぶのではなく、ストーリーが盛り上がるかどうかを重要な選出基準とし、主人公とライバル関係にあたるキャラクターを中心に選ばれている。本作では『FFXII』は主人公側からの選出が無く本作発売時点で未発売だった『FFXIII』のキャラクターについては、本作で技などのイメージが固まってしまうことの懸念から採用は見送られ、アイコンのみの登場となった。
キャラクターデザインは、天野の原画と原作ゲーム内で使用された絵の双方に配慮し、どちらか片方に寄り過ぎることがないよう「中間」を意識して描かれている。統一感を出すためのアレンジは若干加えられているものの、元絵に無い物を描き足すことは原則なされていない。キャラクターの動きはモーションキャプチャを使用せず、懐かしさや格好良さを感じさせる動きを表現するため、アニメ等を参考に手付けで作成されている。
キャラクター性能は、差を明確にすべくコンセプトをそれぞれ定め、個性を伸ばす肉付けが施されている。「1人として絶対にコンセプトがかぶらない」を開発の主眼に置き、どのキャラクターを操作しても新鮮味が感じられるように工夫がなされている。なお、各キャラクターにはそれぞれ異名が設定されており、ステージ途中で戦うイミテーション（各キャラクターの姿を模した雑魚敵）は、この異名から元になったキャラクターを判別出来る。
声優は、ボイスがある既存作品で声優を起用していたキャラクターは基本的に本作でも同じ人物を起用しているが、『FFII』のフリオニール、デュオデシムより登場する『FFXII』のヴァン、『FFV』他のギルガメッシュは本作と以前の作品で声優が異なっている。新たに声を付けたキャラクターについては、声優の選定は野村哲也が行った。野村の中である程度イメージが固まっていたことから、選定はスムーズに行われたという。ナレーションには、日本映画界の重鎮である俳優の菅原文太が起用されている。
キャラクターの台詞は、原作で有名な定番のものは全て盛り込むことを目標にシナリオが作成されている。中でも皇帝の断末魔「ウボァー」は、特にこだわりをもって、数種類のバージョンが登場する。声の収録にあたっては、できるだけたくさんの台詞を録り溜め、使い切れなかったものはサンプルボイスとして、ゲーム内の「ミュージアム」にあるシアターで聴けるようになっている。また、特に有名な名台詞のいくつかは、そのキャラクターを使い込むことで使用できるようになる「シークレットボイス」として設定されている。
ディシディアから登場しているキャラクターの内デュオデシムの12回目の戦いと13回目の戦いで所属陣営が異なっているキャラクターは、「見た目にもインパクトがあり、なおかつ所属陣営が違っていることが分かりやすい」ということから、12回目の戦いでは全員サードフォームで登場する。またデュオデシムにおいて「本作に登場するキャラクターは本当は元の世界から召喚されているのではなく、記憶だけを呼び出して器に定着させているのではないか?」という疑問が提示されているが、この疑問については開発スタッフの意向により明確な答えは出されていない。

### ファイナルファンタジー
ウォーリア オブ ライト "Warrior of Light"
【コスモス陣営】（声：関俊彦 / グラント・ジョージ）
『第一作』『アーケード』のメイン主人公。光の加護を受けた、伝説の「光の戦士」。コスモス陣営のリーダー格。なお、「ウォーリア・オブ・ライト（光の戦士）」とは通称であり、彼自身は自分の名前についての記憶を失っている。略称は「WoL」。
デザイン
アナザーフォームは赤紫を基調としたクラシカルなもので、デュオデシムでのサードフォームは原作の戦士の姿になる。発売翌日の2011年3月4日よりPlayStation Storeで第四のフォーム「名前のない戦士」が配信されている。
その他
決して揺らぐことの無い意志を持ち、いかなる言葉や障害にも惑うこと無く前へ進む。仲間を思う気持ちも強いものの、非常に謹厳実直な性格ゆえに厳しい言葉をかけることも。仲間の中で彼が最後にクリスタルを入手し、ガーランドと一応の決着をつけた後に仲間達と合流した。
デュオデシムではその誕生とディシディア世界に現れた経緯について触れられている。「空っぽの器」から作られたため記憶・年齢・過去の概念が無い。

ガーランド "Garland"
【カオス陣営】（声：内海賢二（～DDFF）→石井康嗣（アーケード版） / クリストファー・サバット）
永遠に続く戦いの輪廻に身を委ね闘争を愉しむ騎士。カオス陣営のリーダー格。
デザイン
ドット絵しか当時の資料が存在しないため、デザインについては原作のイメージを残しつつ想像で描かれている。アナザーフォームはセピアがかったもので、デュオデシムでのサードフォームは天野のイラストを元にした厳めしい姿が使われている。
その他
「大いなる意思」に神々の戦いを永続させる役目を課せられており、そのため世界の真実の全てを把握している。最もカオスに近しい存在であるが、自ら出向いて敵と剣を交えることを辞さない。「宿命の敵」であるウォーリアオブライトにはとりわけ執着している。
担当声優であった内海賢二が2013年に死去したのを受け、師弟として昵懇の間柄であった石井康嗣が役を引き継いでいる（石井はかつて内海が会長を務めた賢プロダクションに在籍。内海に師事しており、声質が内海に近かったのも理由）。

### ファイナルファンタジーII
フリオニール "Frioniel"
【コスモス陣営】（声：緑川光 / ジョニー・ヨング・ボッシュ）
『第一作』『アーケード』の主人公の一人。「のばら咲く世界」を夢見る純粋な熱血漢。
印象的な髪飾りや赤い剣など、天野の原作パッケージイラストを再現したデザインとなっている。アナザーフォーム、DDFFでのサードフォーム共に天野のイラストを元にした物が使われている。本作以前に声が設定されていたキャラクターの中で唯一声優が変更になったキャラクター（PS版『FFII』では小尾元政が声を担当していた）。
ひたむきに夢を追う姿と「のばら」の夢は、コスモス戦士たちを繋ぎ彼も知らぬうちに道を示している。一時は戦いの早期終結を急ぐあまりその夢を見失いかけていたが、共に行動していた仲間達がそれぞれの道を歩み始めたことと、コスモスに自らの夢を聞かれた事で自分の戦う理由を再確認し、合流した仲間に見送られ決戦に挑む。八重咲き形状の真紅のバラとのばらを勘違いしていたのは、デュオデシムの作中でラグナに「外に落ちていたバラだから『のばら』」と言われたからである。
女性に免疫がなく、ティナやアルティミシアが相手だと動揺したり、シヴァの召喚石を手に入れる時につい「ゴクリ」としてしまうことも。
皇帝 "The Emperor"
【カオス陣営】（声：堀内賢雄 / クリストファー・コーリー・スミス）
軍事国家を統べる覇王。奸智と支配欲に満ち、己以外の全てを見下している。
アナザーフォームは白と黒が混ざった不気味な色合いで、デュオデシムでのサードフォームはPS版のムービーを元にした物が使われている。
この世界の仕組みに気づいており、カオスまでもを出し抜いて神を超える力を得て世界に君臨することを目論む。そのために策を巡らせて、コスモス陣営のみならず味方のカオス陣営をも利用している。
原作の断末魔である「ウボァー」は、スタッフが特にこだわり複数の種類が収録されている。

### ファイナルファンタジーIII
オニオンナイト "Onion Knight"
【コスモス陣営】（声：福山潤 / アーロン・スパン）
『第一作』『アーケード』の主人公の一人。「オニオンナイト（たまねぎ剣士）」の称号を持つ利発な少年。
デザイン
大まかなデザインと配色はドット絵の元になった石井浩一のデザインを踏襲し、天野のパッケージイラストから武器などの装飾品や髪形、リメイク版からは兜の形が取り入れられている。アナザーフォームでは、リメイク版の主人公ルーネスの髪色や髪型が採用された。デュオデシムでのサードフォームは天野のイラストをモチーフとしたものが使われている。
その他
ウォーリア オブ ライトと同様に原作にはないオリジナルの設定で性格が組まれている。幼いながら非常に賢く、「勝てない戦いはしない」主義。しかしその内実には臆病心も含まれており、ティナと行動を共にするうち、試練の壁にぶつかることとなるが、暗闇の雲やゴルベーザにより大きく成長する。
暗闇の雲 "Cloud of Darkness"
【カオス陣営】（声：池田昌子 / ローラ・ベイリー）
光か闇のいずれかの力が増大した時に現れるという無の化身。妖艶な女性の姿をしている。
デザイン
デザインは、触手などのディティールを含め、天野の原画に忠実に描かれている。アナザーフォームではマントの色が紺に変わり、デュオデシムでのサードフォームは全身の色が白を、衣装が紫をベースにした物になり、触手の先端の顔が無くなる。
その他
無の概念そのものである存在であるため、破壊と無への回帰のみを望み、神々の戦いにもさほど関心を持たず超然とした立ち振る舞いをとっている。コスモスの戦士達に対しても憎悪ではなく、興味という感情で戦いを挑んでいる節がある。世界の均衡を乱すイミテーションを快く思っておらず、デュオデシムではラグナにイミテーションの情報を教えた。

### ファイナルファンタジーIV
セシル・ハーヴィ "Cecil Harvey"
【コスモス陣営】（声：程嶋しづマ / ユーリ・ローエンタール）
『第一作』『アーケード』の主人公の一人。仲間のために戦うという意志を持つ、心優しく誠実な青年。
デザイン
アナザーフォームは天野のイラストを再現したデザインとなっている。デュオデシムでのサードフォームはDS版『FFIV』のイラストをモチーフにした物になっている。FFIVコンプリートコレクションの初回購入特典として封入されているプロダクトコードを入力することで「ディフォルメイメージコスチューム」が使用できるようになる。
その他
その心優しさゆえに尊敬する兄であるゴルベーザと戦うことを躊躇い、自らの騎士としての心を曇らせてしまっている。仲間の事を常に気に掛けながら戦うその様子をゴルベーザから「仲間に甘え縋り付いている」と否定的に見られてしまうが、コスモスの助言を受けて仲間との絆を再確認し、その力を証明するためにゴルベーザとの戦いを決意し勝利した。
ゴルベーザ "Golbeza"
【カオス陣営】（声：鹿賀丈史 / ピーター・ベックマン）
セシルの兄。かつて暗黒の道に堕ち囚われた過去をもつ。カオスの戦士ながらコスモス自身と繋がりを持つ、コスモスの戦士を導く背信者である。
アナザーフォームは天野の絵のカラーになり、デュオデシムでのサードフォームは『月の帰還』の黒衣の男のものが採用されている。
若く未熟なコスモスの戦士たち、とりわけ実の弟セシルを導くために画策する（セシル以外にもコスモス陣営で彼の発言により助けられた者は多い）。彼もまた心に弱さを抱えており（仲間を信じることができない）、セシルに痛烈な叱咤を受けることも。本人もそのことを自覚しており、それもあるためにセシルと距離を置いて行動している。カオス側にいながら、コスモス側の手助けをするなど、皇帝に負けない策と警戒心や冷静な判断力を持ち合わせている。また、ガーランドや皇帝に並ぶほど、この世界に精通しており、戦火の中でどの様にコスモス陣営の者達を導くかを見抜いている。カオス側に対しては自らスパイとして在籍している形になっている。自分と同じくコスモス側に身内がいるジェクトとは馬が合う模様。
シークレットボイスとして、原作のラストバトルでフースーヤに対して言い放った台詞「いいですとも!」が収録されている。

### ファイナルファンタジーV
バッツ・クラウザー "Butz Klauser"
【コスモス陣営】（声：保志総一朗 / ジェイソン・スピサック）
『第一作』『アーケード』の主人公の一人。能天気で好奇心旺盛な冒険者。
ドットイラストの茶髪と髪型と、天野原画の服装をミックスした外見。アナザーフォームでは天野の原画に準拠した銀髪となる。デュオデシムでのサードフォームは原作のドット絵がモデルになっている。
常に「幸運のお守り」である黄色いチョコボの羽を「相棒」として大事に持ち歩いており、これを単独行動を好んで去ろうとするスコールに託す。その後、ジタンとどちらが先にクリスタルを手に入れるかという「勝負」に乗り出したが、その自由すぎる振る舞いが祟り、自分と仲間を窮地に陥れてしまう。責任を感じ思い悩むが、仲間の大切さを教えたスコールに逆に勇気づけられ、エクスデスに挑みいつもの調子を取り戻した。
エンカウント時のセリフから高所恐怖症は健在の様子。原作にも増して能天気な性格になっているが、これは「わずかに覚えていた記憶喪失のじいさんのものまねをすることにしたため｣ということがデュオデシムで語られた。
エクスデス "Exdeath"
【カオス陣営】（声：石田太郎（～DDFF）→楠見尚己（アーケード版） / ジェラルド・C・リバーズ）
人々の邪念が凝縮した樹から生まれた暗黒魔導士。すべてを無で飲み込もうとする。
デザイン
外見は天野の原画をほぼ忠実に再現している。アナザーフォームは緑と紫が基調となっており、エクスデスソウルを思わせるもの。デュオデシムでのサードフォームは原作のネオエクスデスの先端部分をモデルにした物が使われている。
その他
無の世界の実現を目指すがカオスの戦士としての自覚の下に行動しているため、好き勝手をしているというわけではない。そのため、コスモス側に通じていたゴルベーザを始末しようと現れた。バッツには見下す態度を取っているがエンカウント時の台詞からその実力は認めているようである。
シークレットボイスとして、原作の台詞である「カメェェェェェ!」が収録されている。ギルガメッシュにEXバーストを使用すると技名の表記が原作のイベントを再現した特別なものになる。
2013年に担当声優であった石田が急死。その後2017年にアーケード版での登場が決定し、後任として楠見尚己が演じることになった。

### ファイナルファンタジーVI
ティナ・ブランフォード "Tina Branford"
【カオス陣営→コスモス陣営】（声：福井裕佳梨 / ナタリー・ランダー）
『第一作』『アーケード』の主人公の一人。幻獣の血を引く少女。13回目の戦いのコスモス陣営の10戦士の中では紅一点。
デザイン
髪色は天野の原画に忠実な金髪で腰に短剣を指している。アナザーフォームは原作のドット絵に準拠した衣装と緑色の髪。デュオデシムでのサードフォームは天野のイラストを元にした物が使われている。
その他
その身に宿す魔導の力は秩序と混沌の狭間を揺れ動くもので、それ故に自分の力を恐れ、力を制するだけの精神を持てず暴走させてしまう場面も見られたが、自分と同じく戦う目標を持たないクラウドとフリオニールの夢について語り合ったことで自分の守るべき未来を見つける。
デュオデシムの12回目の戦いではケフカに操られているためカオス陣営。クジャが術の効果を緩めていたところをヴァンに救い出され意志を取り戻し、その後自力でコスモスの元にたどり着いた。
ケフカ・パラッツォ "Cefca Palazzo"
【カオス陣営】（声：千葉繁 / デイヴ・ウィテンバーグ）
破壊に何よりの快楽を感じる狂気の魔導士。精神の均衡を失っており、言動は道化師のようにふざけきっている。
デザインは、ノーマルおよびアナザー共に天野の原画を再現している。デュオデシムでのサードフォームはティナと同様に天野のイラストを元にした物が使われている。
クジャや暗闇の雲に取り入りごまをするような真似をするが、その残虐で傲慢な本性はそのまま。それ故コスモス陣営からは勿論、カオス陣営からもよく思われていない。強大な魔導の力を持ち、混沌に近づくティナを利用し、純粋な「ハカイ」を愉しもうと挑発を繰り返す。デュオデシムの12回目の戦いではコスモス陣営に味方したクジャを罠に嵌めてカオス陣営に引き戻した。全ての登場人物を見下し嘲笑する中、「光と闇の境界線上を歩む」セシルの事だけは忌み嫌っており悪意に満ちた受け答えをする。
担当声優である千葉繁のアドリブの演技も本編にそのまま収録されており、字幕が出ていないのにケフカが喋り続ける場面や、字幕と台詞が合っていない場面が多数見られる。また、「ケフカにはプレイヤーの姿が見えている」という裏設定も存在する。

### ファイナルファンタジーVII
クラウド・ストライフ "Cloud Strife"
【カオス陣営→コスモス陣営】（声：櫻井孝宏 / スティーブ・バートン）
『第一作』『アーケード』の主人公の一人。大剣を振るう青年。言動はクールだがその実、自分に自信を持てないでいる。
デザイン
アナザーフォームは、『FFVII AC』の衣装で、武器もバスターソードから合体剣に変わる。デュオデシムでのサードフォームは天野のイラストを元にした物が使われている 。『キングダム ハーツ バース バイ スリープ ファイナル ミックス』初回生産版に同梱されるカードに記載されているプロダクトコードを入力することで、『キングダム ハーツ』に登場するコスチュームが使用可能になる。このコラボレーションについて野村は当初「あれは『KH』の衣装であるという理由で反対していたが、スタッフの要望もあったので登場させた。デザインは見た目はかっこいいがマントの部分のボーンが多いのが大変だった」と語っている。
その他
冷静沈着な態度は先走りがちな仲間からは頼りにされるものの、それは自身が仲間にある「戦う理由」を持たず、仲間の目的に寄り掛かっているため。セフィロスとの戦いを機に自分の望む答えこそ見つけられなかったものの、それを自分の意志で求めるようになった。
デュオデシムの12回目の戦いではカオス陣営だったが、元の世界の記憶を大分持っており、幼馴染のティファに出会ったことをきっかけに一人でカオスに挑んだ。
セフィロス "Sephiroth"
【カオス陣営】（声：森川智之 / ジョージ・ニューバーン）
かつて英雄と呼ばれた伝説のソルジャー。自分の出生の秘密を知ってからは狂気に憑かれた。
アナザーフォームは、原作のクラウドと一騎討ちの時の上半身裸の姿。デュオデシムでのサードフォームは野村の描いたイラストを再現したもの。ノーマルフォームと似ているが、肩当ての形状や装飾品の有無など、細部のデザインが異なる。2011年4月7日より『キングダム ハーツ ファイナル ミックス』出演時の衣装をベースとしたコスチュームが配信された。
クラウドに執着しており、意志の薄さを「人形」と揶揄している。その理由は他のカオスの戦士たちからは理解されず、オニオンナイトやケフカからはエンカウント時に痛いところを突く台詞を言われている。ただし、完全に孤立状態というわけでもなく、似た状況にあるゴルベーザには忠告をすることも。12回目の戦いではディシディア世界の仕組みに対するある仮説を実証するために自害している。

### ファイナルファンタジーVIII
スコール・レオンハート "Squall Leonhart"
【コスモス陣営】（声：石川英郎 / ダグ・アーホルツ）
『第一作』『アーケード』の主人公の一人。傭兵学校の学生。馴れ合いを嫌う孤高な性格で、無口なため原作同様「心の声」で喋ることが多い。
デザイン
アナザーフォームでは原作のSeeDの制服を纏う。デュオデシムでのサードフォームは天野のイラストを元にした物が使われている。『Vジャンプ』2011年4月号に付録として封入されているFFトレーディングカードに記載されているプロダクトコードを入力する事で前述した『キングダム ハーツ シリーズ』におけるレオンの衣装が使用できるようになる。
その他
単独行動を望み、コスモスから託されたクリスタル探しを「任務」として遂行するために一人で行動していた。しかしバッツとジタンとの会話を機に心境に変化が訪れ、次第に仲間のために戦う意志を強く持つようになる。バッツから託された「幸運のお守り」を持ち突き進む様は、仲間を疑うわけではなく、仲間が進む道を切り開くために先陣を切っていることを示す。デュオデシムではラグナと2人で対話をするシーンがあるが、互いの関係には気づいていない。
『アーケード』での性能について鯨岡は仲間に頼らない戦いかたは原作前半のスコールに通ずるものがあると語っている。

アルティミシア "Ultimecia"
【カオス陣営】（声：田中敦子 / タシア・ヴァレンザ）
未来の世界から現れた時間を操る魔女。
デザイン
アナザーフォームではドレスがシックな黒褐色になる。デュオデシムでのサードフォームは原作に登場した魔女イデアの姿になる。彼女の専用武器は全て原作におけるリノアの武器と同じ名前である。
その他
「時間圧縮」を発動させ己だけの世界を築くことを望む。コスモスに化けてスコールを仲間と協力しないよう誘導しようとする。また、原作同様に時を止め、操る能力も持っている。

### ファイナルファンタジーIX
ジタン・トライバル "Zidane Tribal"
【コスモス陣営】（声：朴璐美 / ブライス・パーペンブルック）
『第一作』『アーケード』の主人公の一人。ポジティブ思考で行動力溢れる盗賊。女好きのお調子者だが、困ってる者は放ってはおけない性格。
アナザーフォームでは天野のイラストの色合いに近い紺色の色合いになり、デュオデシムでのサードフォームは原作冒頭でアレクサンドリア城の兵士に変装した時の姿になる。2011年3月24日よりPlayStation Storeで原作エンディング時の姿をベースとしたコスチュームが有料で配信されている。
バッツとクリスタルをどちらが先に手に入れるか「勝負」をかけることになる。しかし、途中でバッツが敵の罠に罹り捕まってしまったため、後に合流したスコールと共にバッツを救うために奔走する。一時自棄になりかけたがコスモスの助言ですぐに立ち直った。
女性キャラクターを「レディ」と呼ぶ他、隠しキャラクターのシャントットにはエンカウント時にデートに誘っている。
クジャ "Kuja"
【カオス陣営】（声：石田彰 / JD・カラム）
星を滅ぼす「死神」の使命を背負った青年。ユニセックスな風貌をしているナルシストで、芝居がかった口調をしており、劇や音楽に例えた比喩を多用する。
アナザーフォームでは衣装が青味がかる。デュオデシムでのサードフォームは全身が銀色と黒色を基調にした物に変化する。2011年3月24日よりPlayStation Storeで原作の設定にあったトレノの貴族姿をベースとしたコスチュームが有料で配信されている。
ジタンに対して異常なまでの執着と愛憎入り混じった拘りを見せ、彼に絶望を与えるために様々な策を弄する。カオス陣営の中では「新参者」。エクスデス等の一部の者からはその行動はあまり快く思われていない。ガーランドとの確執も原作同様である。
デュオデシムの12回目の戦いではカオス陣営ながら、コスモスの戦士と偽りジタンらに協力していたが、ケフカの奸策によりコスモス陣営を裏切り敵対せざるを得なくなった。

### ファイナルファンタジーX
ティーダ "Tidus"
【カオス陣営→コスモス陣営】（声：森田成一 / ジェームズ・アーノルド・テイラー）
『第一作』『アーケード』の主人公の一人。水中球技「ブリッツボール」のエース選手。陽気で快活なスポーツマン気質。
デザイン
アナザーフォームは原作の服に酷似しているが、胸元が本作品でのノーマルコスチュームと同じく開いていたりするように、所々変更がなされている。デュオデシムでのサードフォームは原作のイメージイラストとして天野が描いたイラストが元になった物が使われている。
その他
持ち前の太陽のような明るさでチームを引っ張っていく。また、父親嫌いとその裏に隠された複雑な思いも健在でありそれが「戦う理由」となっている。ティーダ自身この心境に自覚が無かったが、エピソード終盤でこれに気付き、フリオニールに見送られ改めてジェクトとの決着に臨む。この反面、兄であるゴルベーザと仲間であるフリオニールの狭間で悩むセシルを助ける一面も。
デュオデシムの12回目の戦いではジェクトを倒すためにカオスに呼ばれたためカオス陣営。ユウナの記憶は無く、再会しても思い出せなかった。
原作と違い今作では名前の変更が無いため、仲間からは名前で呼ばれている（ただし父親であるジェクトからは原作同様に名前で呼ばれる事は無い）。彼のストーリーでは原作を思わせる自身によるナレーションでその時の心情を表す演出がある。
ジェクト "Jecht"
【コスモス陣営→カオス陣営】（声：天田益男 / グレッグ・バーガー）
ティーダの父親。息子同様ブリッツボールの名選手。
カオス陣営であることから、変身後のパーツを肩や腰に加え、「最終形態への変身途中」というコンセプトでデザインされている。アナザーフォームでは原作を再現した格好になる。デュオデシムでのサードフォームは原作のブリッツボールチーム、ザナルカンド・エイブスのコスチュームを元にした物が使われており肩と腰のパーツは存在しない。
息子のティーダのことは馬鹿にしつつも気にかけており、息子と共に元の世界に戻ることを望んでいる。性質的にはコスモスの戦士と近く、策略を好むカオス陣営のほとんどと反りが合わない。ゴルベーザと同じで身内がコスモス陣営にいるため、ゴルベーザとは互いの心情に対して助言を言い合うことがある。
デュオデシムの12回目の戦いではコスモス陣営。ユウナを庇い倒れたティーダに自分の力を託し空の器となったところを、皇帝に連れ去られ、混沌の力をカオスから注がれた。

### ファイナルファンタジーXI
シャントット "SHANTOTTO"
【隠しキャラクター／コスモス陣営】（声：林原めぐみ / キャンディ・ミロ）
恐ろしいほど高い気位と魔力をもつ黒魔道士。『アーケード』では主人公の一人である。ディシディア世界にいるのはシャントット本人ではなく、彼女より力が弱い人形である。
アナザーフォームでは原作の装備品「 ウィザードコート 」を装備した姿に、デュオデシムでのサードフォームは「ブラッククローク」を装備した姿になる。
ストーリーモード本編の過去にあたる戦いにおいて、コスモスの戦士として召喚された。戦いの渦中にあっても自らの性質を否定することなく、イミテーション達を捕らえて研究をしていた。そのイミテーション達が逃げ出したのをコスモス陣営に処理させようとするなどの相変わらずの傲慢不遜・傍若無人ぶりで、会ったキャラを片っ端から振り回し恐怖のどん底に落とし込む。

### ファイナルファンタジーXII
ガブラス "Gabranth"
【隠しキャラクター／カオス陣営】（声：大塚明夫 / キース・ファーガソン）
憎悪と悔恨に囚われた法の番人「ジャッジマスター」。
デザイン
アナザーフォームでは甲冑が黒くなり、デュオデシムでのサードフォームは原作冒頭でバッシュに化けた際の姿になる。
その他
ストーリーモード本編の過去にあたる戦いにおいて、カオスの戦士として召喚された。シャントットと激闘を繰り広げたが、世界の浄化によって戦闘が中断。憎しみに囚われ「使い捨て」された「負け犬」の怨念として、次元の狭間に迷い込んだ者の前に立ちはだかる。オフィシャルクエストでは、自ら命を断って次元の狭間に落ちたことが判明している。

## デュオデシムから登場するキャラクター

### 特徴（デュオデシム）
シリーズ二作目で新たに追加されたキャラクターは、当初は前作で参戦キャラクターが一人以下の作品からコスモス、カオス両陣営のキャラクターを追加する予定だったがその後その縛りを外し、とにかく参戦が期待されているキャラクターを登場させるという方針に変更された。そのため前作とは異なりコスモスとカオスで対となるような人選はされておらず、キャラクターの人気や個性の出しやすさなどを基準にして選ばれており、そのため一つの作品から二人以上同陣営のキャラクターが登場している作品もある。前作に登場したキャラクターも全て登場するが、12回目の戦いの中核を担うのは本作で新たに参戦するキャラクターであり、続投しているキャラクターの中には12回目と13回目で所属陣営が変更されているキャラも存在する。追加されたキャラクターが決定した経緯は前作の開発が始まった頃に登場させたいキャラクターのアンケート調査が行われたが、その後前作の登場キャラクターのコンセプトが決まり、その結果アンケートで人気があったにもかかわらず参戦できなかったキャラクターがいたため、そうした中から野村と高橋が厳選して決定した。
本作で新たに追加されたキャラクターは野村の「どんな風に人選を行ってもすべてのユーザーを納得させることはできず、不満の声がある程度上がるのは仕方のないことだと割り切っているが、その代わり参戦させるキャラクターは全て個性が重複しないように配慮している」という考えの元に、個性付けを重視して選ばれた上で性能が作られており、特に「既存キャラのマイナーチェンジ」にならないように配慮されている。同時に前作から続投するキャラクターも「キャラクターの代名詞となっている部分は崩さないままにしても出来るだけ新鮮な気持ちでプレイできるようにする」「全員を前作より強くする。」という方針の元で性能調整が行われ、全体的にアッパーチューンが施されている。また、新キャラのEXバーストは原作における特定のシーンやイラストを出来るだけ再現できるようにカットが作られている。
キャラクター同士の強さのバランスはスタッフ同士で戦いながら調整が行われ、中でもライトニングのヒーラーの技は何度も調整が施されて適切な形として整えられた。
また、イベントシーンにおける本作のキャラクターは「敗北」というエピソードを描くために前作と少し方向性を変え、「思いや感情を見せ、そのキャラクターらしさを出す」ことに重点が置かれて描かれている。

### ファイナルファンタジーIV
カイン・ハイウインド "Cain Highwind"
【コスモス陣営】（声：山寺宏一 / リアム・オブライエン）
『デュオデシム』の主人公の一人。あまり感情を表に出さないが正義感溢れる竜騎士。セシルの親友でありライバル。
アナザーフォームでは『ファイナルファンタジーIV THE AFTER 月の帰還』の竜騎士の姿が、サードフォームは同作の衣装が採用されている。
高橋曰く「続編を作るなら真っ先に参戦が確定していたキャラ」とのこと。野村はカインのイラストを描くのを楽しみにしていたため「楽しんで作業ができた」と語っている。イラストを描く際に天野の原画で目が描かれていたため、野村は本来は目を描く予定だったが、スタッフから「EXモード時に兜を取るので通常時の目は描かないでほしい」という要望があったため目を描くのを断念した。また、カラーリングは原作の青では無く紫が中心となっているが、これは天野の原画を踏襲しているためである。
コスモス陣営だったが、戦いの最中で突如味方に攻撃を仕掛け出す。高橋はカインがコスモス陣営に属していることについて「原作を知る人には信じられないかもしれないがカインもれっきとしたコスモス陣営の戦士である」と語っている。
EXバーストのシークレットボイスは原作の台詞「おれは しょうきに もどった!」。

### ファイナルファンタジーV
ギルガメッシュ "Gilgamesh"
【隠しキャラクター／カオス陣営】（声：中井和哉 / キース・ザラバッカ）
エクスデスの部下の魔物ながら、コミカルで義理人情に厚い自称「伝説の剣豪」。
アナザーフォームは『FFVIII』登場時のイラストが、サードフォームは原作のドット絵がモデルになっている。
『FFV』だけでなく様々なFF作品にゲスト出演している（ギルガメッシュ (ファイナルファンタジー)の項も参照）。キャラのベースとなっているのは原作だが、それ以降の作品で登場した際の要素も取り入れられており、どの作品のギルガメッシュから入っても違和感を覚えないように設定が作られている。大田によると「前作から出したいと思っており、前作開発中に『FFVIII』のギルガメッシュのポリゴンモデルまで借りてきてモーションを作ったが結局出せなかった」とのこと。
他の戦士とは違い、神々に召喚されたわけではなく次元の狭間から偶然この世界に辿り着いた。長年の宿願であるバッツとの一騎討ちを果たすべく行動する。武器のコレクションが趣味であるため、エンカウントボイスではよく他のキャラの武器に興味を示している。

### ファイナルファンタジーVII
ティファ・ロックハート "Tifa Lockhart"
【コスモス陣営】（声：伊藤歩 / レイチェル・リー・クック）
『デュオデシム』の主人公の一人。明朗快活で心優しい女格闘家。クラウドの幼なじみ。
イラストは原作のイメージを残しつつも本作風にアレンジを加えた物となっている。アナザーフォームは『ファイナルファンタジーVII アドベントチルドレン』の衣装が、サードフォームは原作におけるクラウドの回想時の衣装が使用されている他。また、本作初回出荷版に同梱されるプロダクトコードを入力することで、天野が描いたイラストを元にしたコスチュームが使用可能になる。
前作には女性キャラクターが少ないとの声が多かった上、格闘タイプのキャラをもっと出したいと高橋が思っており、その両方の条件が当てはまっていたため参戦が決定した。
元の世界の記憶は無くクラウドやセフィロスのことは思い出していない。味方を襲うカインの謎の行動を見ても、仲間として信じ抜いた。
EXバーストのシークレットボイスは原作の台詞「想いを伝えられるのは言葉だけじゃないよ」。

### ファイナルファンタジーVIII
ラグナ・レウァール "Laguna Loire"
【コスモス陣営】（声：平田広明 / A.V.ケネディ）
『デュオデシム』の主人公の一人。おっちょこちょいだが気さくで飾らない性格の銃火器使い。スコールの父親だが原作のメインである若い頃の姿で登場。
アナザーフォームは原作のガルバディア軍所属時の衣装が、サードフォームはエスタ大統領時の衣装が使用されている。2011年4月7日より原作の映画撮影の際に来ていた衣装をモチーフにしたコスチューム「魔女の騎士」が有料で配信される。
ラグナは元々『キングダム ハーツ バース バイ スリープ』に登場する予定であったが、「『FFVIII』からもう一人参戦させるならもう一人の主人公であるラグナしかいない」という考えから本作に登場することになり、『KHBbS』への登場が見送られた。イラストはその際お蔵入りになったものが元となっている。声優は「軽さとスコールより年上であるという感じを出したかった」という方針から平田が起用された。
方向音痴で物覚えが悪く難しいことは深く考えないが、物事の本質を見抜く判断力を持っており、底抜けの明るさも相まってさりげなくコスモスの戦士たちのまとめ役となっている。
EXバーストのシークレットボイスは原作の台詞「ピヨピヨグチの刑だ！」。

### ファイナルファンタジーX
ユウナ "Yuna"
【コスモス陣営】（声：青木まゆこ / ヘディ・バーレス）
『デュオデシム』の主人公の一人。強い意志を秘める召喚士の少女。
アナザーフォームは原作のイメージイラストとして天野が書いた物が元になっており、サードフォームは原作でウェディングドレス着用時の姿が元になっている。2011年4月21日より『ファイナルファンタジーX-2』登場時のガンナーのコスチュームが配信されているが、攻撃は変化しない。
本作に登場するユウナはあくまでも『FFX』のユウナであり、『FFX-2』の要素は使われていない。参戦自体はかなり早い段階で決まっており、その際にはスタッフの間でも『FFX』と『FFX-2』のユウナのどちらを採用するか議論が行われたが、野村の「きちんとしたナンバリングタイトルのユウナを参戦させる方がいい」という意見から『FFX』のユウナが登場することとなった。
本作に登場する各キャラクターは原作での記憶を失っているが、彼女は例外で原作での記憶を多く持っている。これは「神々の闘争の参戦者はその回数を増すごとに原作での記憶を鮮明に持つようになり、彼女は以前の闘争にも数度参戦している」という設定があるためである。元の世界の記憶を失っていたティーダと再会を果たす。
EXバーストのシークレットボイスは原作の台詞「まやかしの希望なんて、いらない」。

### ファイナルファンタジーXI
プリッシュ "Prishe"
【隠しキャラクター／コスモス陣営】（声：平野綾 / ジュリー・ナサンソン）
「忌むべき子」と称されながら破天荒かつ自由奔放に生きる少女。一人称は「俺」。
アナザーフォームは、黒と紫を基調としたノーマルフォームと違い、白を基調としたものになっており、サードフォームは原作で期間限定配信された水着コスチュームになる。
「前作でシャントットを登場させた際に予想以上に反響があったため、『FFXI』からもう一人参戦させよう」という考えの元から参戦が決定した。プリッシュが選ばれた理由は前作の時点でもシャントットと並ぶ参戦候補に挙がっており、「マートやカオス陣営としてエルドナーシュ、カムラナートを参戦させることも考えたが、様々な意見を聞いてやっぱりプリッシュに決めた」ためである。声優は「原作で声が入っていなかったため、原作の開発スタッフとも話しあって一番ぴったり来る人に決めた」との事。
ストーリー上での立ち位置は前作におけるシャントットやガブラスのような位置であるが、記憶が無いWoLに名前を付ける等比較的重要な役割を担っている。
シークレットボイスは、原作のイベントを再現した腹ペコキャラのもので、EXバーストだけでなくHP攻撃やEXリベンジでも発生する。

### ファイナルファンタジーXII
ヴァン "Vaan"
【コスモス陣営】（声：小野賢章 / ボビー・エドナー）
『デュオデシム』『アーケード』の主人公の一人。空賊に憧れる少年。良くも悪くもあっけらかんとしており、周囲の空気は少し読めないが戦いに物怖じすることは無い。
イラストは原作の吉田明彦の絵の雰囲気を残しつつ顔部分を中心に本作風のアレンジを加えた物となっている。アナザーフォームは天野のイラストを元にした物が、サードフォームは『FFTA-2』出演時の物が使用されている他Vジャンプ2011年6月号に付属しているプロダクトコードを入力する事で吉田がデザインした新コスチュームが使用できるようになる。
本作における声優は原作の武田航平ではなく小野賢章が起用されている。本作の開発スタッフは本来は武田が演じるのを希望していたため出演を依頼しており、武田も前作の時点で出演を希望していたが、前所属事務所との折り合いが付かずオファーを断られたため止むを得ず降板することになった。このため一時は登場を見合わせることも検討されたが、参戦を望むユーザーからの要望もあった上に既に登場を前提で製作していたこともあり、原作の開発スタッフとも協議した結果オーディションを行い、小野が起用されることとなった。小野が起用されたのはスタッフの間でイメージがぴったりだったからとのこと。北米版の声優は引き続き、原作のボビー・エドナーが起用されている。
ケフカに操られカオス側にいたティナを助け、彼女が13回目の戦いの時にコスモス陣営に来るきっかけを作っている。ディシディアでティナとともに行動するオニオンナイトを弟扱いしている。
EXバーストのシークレットボイスは原作の台詞「オレがバッシュだー!」。

### ファイナルファンタジーXIII
ライトニング "Lightning"
【コスモス陣営】（声：坂本真綾 / アリ・ヒリス）
『デュオデシム』のメイン主人公で『アーケード』では主人公の一人である。「閃光」の異名をとるクールな女戦士。
アナザーフォームは髪の色が白いなど天野デザインのイラストに近いカラーリングになっており、サードフォームは明野志保デザインの原作未登場の警備軍の制服姿になる他、『ザ・サード バースデイ』初回生産版に同梱されたカードに同梱されているプロダクトコードを入力することで、同作に登場する「アヤ・ブレア」のコスチュームが使用可能になる。
野村曰く「FF最新作という事で参戦させたかった」とのこと。イラストは原作発表時に非公開だった野村の原画イラストをベースに描いているが、野村は「細かい部分の宝飾までまとまっていたため、カインとは対照的にデザインに苦労し、当時の自分を恨めしく思ったことさえある」と。さらに武器は当時他のスタッフが作画していたため、「武器を書いたのは初めて。さらに細かいパーツが多くて苦労した」とも語っている。モーションやエフェクトの作成には『FFXIII』のスタッフが協力している。
12回目の戦いの中心人物であり、ストーリーは基本的にはライトニングがメインに進んでいく。イラストやPVの最後でもコスモスの戦士達の真ん中に位置している。

### 本作オリジナル
デスペラードカオス "Desperado Chaos"
【隠しキャラクター／カオス陣営】（声：若本規夫 / キース・デイヴィッド）
『デュオデシム』の新キャラクター。カオスとは異なり条件を満たすとプレイヤーキャラとして使用出来る。
その他
『デュオデシム』の『知られざる物語』に登場するキャラクター。カオスのなれの果てで、13回目の戦いでコスモスと闘争の世界に召喚された全ての戦士が滅んだ後、神竜と終わりなき戦いを続けていく内に理性を失い、本能と破壊衝動のままに行動するようになり、神竜の傀儡と化した。正確にいえば本編のカオスとは別個体である。
デスペラードカオスが作成された理由は「物語の展開上ラスボスを変更することは出来なかったがボスがカオスだけだと寂しいと思い、何らかの形で別のボスを作ることになったがその際に『どうせならプレイヤーも操作できる方がいい』」という考えからである。野村はデスペラードカオスの作成は全く聞かされていなかったが、聞かされた後も特に反対はしなかったとのこと。デスペラード(ならず者の意)という名前はいくつか候補があった中から前作の開発チームの名称と同じだったため、ちょうどいいとして採用された。台詞は無く咆哮のみのボイスはサウンドエフェクトが掛けられているもので、声はカオスと同様に若本が担当している 。
他作品出演
『シアトリズム ファイナルファンタジー カーテンコール』にも登場する。

### アシスト専用キャラクター
エアリス・ゲインズブール "Aerith Gainsborough"
（声：坂本真綾 / アンドレア・ボーウェン）
『ファイナルファンタジーVII』より登場。
有料体験版である「ディシディア デュオデシム プロログス ファイナルファンタジー」のセーブデータを本編に引き継ぐと特典としてアシスト専用キャラで登場する。
アナザーフォームは天野のイラストを元にした物が、サードフォームは『クライシス コア ファイナルファンタジーVII』での衣装が採用されている。
彼女が登場することになった経緯は「プロログスの特典キャラクターはアシスト専用で行く」というコンセプトがあらかじめ決められており、「バトルキャラとしては難しいがアシストキャラとしてならいけるキャラにするためにかなり議論が行われたが、最終的に2010年夏に行ったスクウェア・エニックスのアンケートの結果を照らし合わせた結果彼女が最も適している」という結論に達したためである。
『オペラオムニア』ではプレイアブルキャラクターのひとりとして登場。

## アーケードから登場するキャラクター

### ファイナルファンタジーVI
ロック・コール "Locke Cole"
（声：小野友樹 / ジョナサン・ヴォン・メリング）
『アーケード』から登場するトレジャーハンターの青年。異名は「冒険家」。

### ファイナルファンタジーVIII
リノア・ハーティリー "Rinoa Heartilly"
（声：花澤香菜 / スカイラー・ダヴェンポート）
『アーケード』から登場する反ガルバディアレジスタンスのメンバー。異名は「乙女」。

### ファイナルファンタジーXI
カムラナート "Kam'lanaut"
（声：三上哲 / ジェフ・シャイン）
『アーケード』から登場するジュノ大公国の指導者。異名は「大公」。

### ファイナルファンタジーXIV
ヤ・シュトラ "Y'shtola"
（声：茅野愛衣 / ロビン・アディソン）
『アーケード』の主人公の一人でミコッテ族の女性。古代語や伝承に精通するなど謎めいた美女で、高度な魔法の使い手。異名は「賢人」。
ゼノス・イェー・ガルヴァス "Zenos yae Galvus"
（声：鳥海浩輔 / ルーク・アレン＝ゲイル）
『アーケード』から登場するガレマール帝国の皇太子にして第XII軍団・軍団長。異名は「超越者」。
本シリーズのプレイアブルキャラクターの中で、『オペラオムニア』に参戦していない。

### ファイナルファンタジーXV
ノクティス・ルシス・チェラム "Noctis Lucis Caelum"
（声：鈴木達央 / レイ・チェイス）
『アーケード』から登場するルシス王国の王子。異名は「王子」。
当初は家庭用移植版である『NT』より登場する予定であった。
アーデン・イズニア "Ardyn Izunia"
（声：藤原啓治 / ダリン・デ・ポール）
『アーケード』から登場するニフルハイム帝国の宰相。異名は「宰相」。

### ファイナルファンタジータクティクス
ラムザ・ベオルブ "Ramza Beoulve"
（声：立花慎之介 / フィル・ラマール）
『アーケード』から登場するベオルブ家の末弟。「さけぶ」を用いて自身を強化する。異名は「陰影」。

### ファイナルファンタジー零式
エース "Ace"
（声：梶裕貴 / ジョナサン・マククレンドン）
『アーケード』から登場するペリシティリウム朱雀・0組（クラスゼロ）のアギト候補生のひとり。カードを武器とする。異名は「札使」。

## オペラオムニアから登場するキャラクター
下記以外にもキャラクターの戦闘演出で登場するモンスターなどがいるが、『XI』や『XIV』などのプレイヤー自身が設定するアバターキャラクター（登場キャラクターのセリフでは「冒険者」名義）は参戦しない事になっている。

### ファイナルファンタジーII
マリア "Maria"
（声：三石琴乃）
『オペラオムニア』から登場する反乱軍の女性メンバーで、フリオニールの義妹。
ガイ "Guy"
（声：かぬか光明）
『オペラオムニア』から登場する反乱軍メンバー。
レオンハルト "Leonhart"
（声：小原雅人）
『オペラオムニア』から登場するマリアの実兄。
レイラ "Reila"
（声：弓場沙織）
『オペラオムニア』から登場する女海賊。
ミンウ "Ming-Wu"
（声：草尾毅）
『オペラオムニア』から登場する白魔道士で、反乱軍の参謀的存在。

### ファイナルファンタジーIII
デッシュ "Desch"
（声：佐々木望）
『オペラオムニア』から登場する古代人の末裔。
ザンデ "Xande"
（声：立木文彦）
『オペラオムニア』から登場する魔王。

### ファイナルファンタジーIV
ローザ・ファレル "Rosa Farrell"
（声：甲斐田裕子）
『オペラオムニア』から登場するバロン国の白魔道士の女性。
リディア "Rydia"
（声：下屋則子）
『オペラオムニア』から登場する召喚士の少女。
ギルバート・クリス・フォン・ミューア "Gilbart Chris Von Muir"
（声：堀川りょう）
『オペラオムニア』から登場するダムシアン国の王子。
ヤン・ファン・ライデン "Yang Fang Leiden"
（声：玄田哲章）
『オペラオムニア』から登場するファブール国の僧兵長。
パロム "Palom"
（声：釘宮理恵）
『オペラオムニア』から登場するミシディア国の黒魔道士の少年。ポロムの双子の弟。
ポロム "Porom"
（声：釘宮理恵）
『オペラオムニア』から登場するミシディア国の白魔道士の少女。パロムの双子の姉。
エッジ "Edward Geraldine"
（声：石丸博也）
『オペラオムニア』から登場するエブラーナ国の王子。忍術の使い手。
フースーヤ "Fusuya"
（声：銀河万丈）
『オペラオムニア』から登場する月の民で、セシルとゴルベーザの伯父。
ルビカンテ "Rubicante"
（声：若本規夫）
『オペラオムニア』から登場。「ゴルベーザ四天王」のひとり。

### ファイナルファンタジーIV THE AFTER 月の帰還
セオドア "Ceodore"
（声：下野紘）
『オペラオムニア』から登場するセシルとローザの息子。
アーシュラ "Ursula"
（声：上田麗奈）
『オペラオムニア』から登場するヤンの娘。
レオノーラ "Leonora"
（声：荒川美穂）
『オペラオムニア』から登場するトロイア国の神官見習いの女性。

### ファイナルファンタジーV
レナ・シャルロット・タイクーン "Lenna Charlotte Tycoon"
（声：川澄綾子）
『オペラオムニア』から登場するタイクーン王国の王女。
ガラフ・ハルム・バルデシオン "Galuf Halm Baldesion"
（声：中博史）
『オペラオムニア』から登場する老戦士。「暁の四戦士」のひとり。
ファリス・シェルヴィッツ "Faris Scherwiz"
（声：田中理恵）
『オペラオムニア』から登場する女海賊。レナの実姉。
クルル・マイア・バルデシオン "Krile Mayer Baldesion"
（声：田村ゆかり）
『オペラオムニア』から登場するガラフの孫娘。
ドルガン・クラウザー "Dorgann Klauser"
（声：てらそままさき）
『オペラオムニア』から登場するバッツの父。「暁の四戦士」のひとり。
ケルガー・ヴロンデット "Kelger Vlondett"
（声：金尾哲夫）
『オペラオムニア』から登場するウェアウルフ。「暁の四戦士」のひとり。
ゼザ・マティアス・サーゲイト "Zezae Matias Surgate"
（声：菅生隆之）
『オペラオムニア』から登場。「氷のゼザ」の異名を持つ「暁の四戦士」のひとり。

### ファイナルファンタジーVI
シャドウ "Shadow"
（声：安原義人）
『オペラオムニア』から登場するアサシン。
セッツァー・ギャッビアーニ "Setzer Gabbiani"
（声：置鮎龍太郎）
『オペラオムニア』から登場するギャンブラー。
エドガー・ロニ・フィガロ "Edgar Roni Figaro"
（声：三木眞一郎）
『オペラオムニア』から登場するマシーナリー。フィガロ国の国王で、マッシュの双子の兄。
マッシュ・レネ・フィガロ "Mash Rene Figaro"
（声：藤真秀）
『オペラオムニア』から登場するモンク。エドガーの双子の弟。
カイエン・ガラモンド "Cayenne Garamonde"
（声：大友龍三郎）
『オペラオムニア』から登場するサムライ。
セリス・シェール "Celes Chere"
（声：桑島法子）
『オペラオムニア』から登場するルーンナイト。ガストラ帝国の人工魔道士。
リルム・アローニィ "Relm Arrowny"
（声：悠木碧）
『オペラオムニア』から登場するピクトマンサー。
ガウ "Gau"
（声：村中知）
『オペラオムニア』から登場する野生児。
ストラゴス・マゴス "Stragus Magus"
（声：緒方賢一）
『オペラオムニア』から登場する青魔道士。
モグ "Mog"
（声：諸星すみれ）
『オペラオムニア』から登場するモーグリ。下記のサブキャラクターのモグとは別人。
レオ・クリストフ "Leo Cristophe"
（声：菅原正志）
『オペラオムニア』から登場するガストラ帝国の将軍。

### ファイナルファンタジーVII
バレット・ウォーレス "Barret Wallace"
（声：小林正寛）
『オペラオムニア』から登場する反神羅レジスタンスのリーダー。
ケット・シー "Cait Sith"
（声：石川英郎）
『オペラオムニア』から登場する占い用ロボット。
シド・ハイウインド "Cid Highwind"
（声：山路和弘）
『オペラオムニア』から登場する飛空艇パイロット。
ユフィ・キサラギ "Yuffie Kisaragi"
（声：かかずゆみ）
『オペラオムニア』から登場する忍者の少女。
ヴィンセント・ヴァレンタイン "Vincent Valentine"
（声：鈴木省吾）
『オペラオムニア』から登場する元タークスメンバー。
ジェシー・ラズベリー "Jessie Rasberry"
（声：森谷里美）
『オペラオムニア』から登場する反神羅レジスタンスのメンバー。
レノ "Reno"
（声：藤原啓治）
『オペラオムニア』から登場。タークスメンバーのひとり。
ルード "Rude"
（声：楠大典）
『オペラオムニア』から登場。タークスメンバーのひとり。
ルーファウス神羅 "Rufus Shinra"
（声：大川透）
『オペラオムニア』から登場。神羅カンパニーの社長。

### ファイナルファンタジーVII アドベントチルドレン
カダージュ "Kadaj"
（声：森久保祥太郎）
『オペラオムニア』から登場。セフィロスの思念体を自称する男。

### ダージュ オブ ケルベロス ファイナルファンタジーVII
シェルク・ルーイ "Shelke Rui"
（声：折笠富美子）
『オペラオムニア』から登場するDGソルジャーの少女。
ヴァイス "Vise"
（声：中田譲治）
『オペラオムニア』から登場するDGソルジャーの総帥。

### クライシス コア ファイナルファンタジーVII
ザックス・フェア "Zack Fair"
（声：鈴村健一）
『オペラオムニア』から登場するソルジャー。クラウドの親友。
シスネ "Cissnei"
（声：中田あすみ）
『オペラオムニア』から登場。タークスメンバーのひとり。
アンジール・ヒューレー "Angeal Hewley"
（声：井上和彦）
『オペラオムニア』から登場するソルジャー。

### ファイナルファンタジーVIII
ゼル・ディン "Zell Dincht"
（声：杉山紀彰）
『オペラオムニア』から登場する傭兵学校の学生。スコールの悪友。
キスティス・トゥリープ "Quistis Trepe"
（声：沢城みゆき）
『オペラオムニア』から登場する傭兵学校の教官。
セルフィ・ティルミット "Selphie Tilmitt"
（声：青木まゆこ）
『オペラオムニア』から登場する傭兵学校の学生。トラビア・ガーデン所属。
アーヴァイン・キニアス "Irvine Kinneas"
（声：平川大輔）
『オペラオムニア』から登場する傭兵学校の学生。ガルバディア・ガーデン所属。
サイファー・アルマシー "Seifer Almasy"
（声：子安武人）
『オペラオムニア』から登場する傭兵学校の学生。スコールとはライバル関係にある。
風神 "Fujin"
（声：夏樹リオ）
『オペラオムニア』から登場する傭兵学校の学生。雷神とともにサイファーに付き従う。
雷神 "Raijin"
（声：中井和哉）
『オペラオムニア』から登場する傭兵学校の学生。風神とともにサイファーに付き従う。

### ファイナルファンタジーIX
ガーネット・ティル・アレクサンドロス17世 "Garnet til Alexandros XVII"
（声：能登麻美子）
『オペラオムニア』から登場するアレクサンドリア国の王女。
ビビ・オルニティア "Vivi Ornitier"
（声：大谷育江）
『オペラオムニア』から登場する黒魔道士の少年。
アデルバート・スタイナー "Adelbert Steiner"
（声：広田みのる）
『オペラオムニア』から登場するアレクサンドリア国の騎士。
フライヤ・クレセント "Freija Crescent"
（声：折笠愛）
『オペラオムニア』から登場するネズミ族の女性。ブルメシア国の竜騎士。
エーコ・キャルオル "Eiko Carol"
（声：金元寿子）
『オペラオムニア』から登場する召喚士一族の少女。
クイナ・クゥエン "Quina Quen"
（声：宮田幸季）
『オペラオムニア』から登場するク族の若者。
サラマンダー・コーラル "Salamander Coral"
（声：咲野俊介）
『オペラオムニア』から登場する用心棒の男。
ベアトリクス "Beatrix"
（声：小松由佳）
『オペラオムニア』から登場するアレクサンドリア国の女騎士。
海外版にて先行実装。

### ファイナルファンタジーX
ワッカ "Wakka"
（声：中井和哉）
『オペラオムニア』から登場するブリッツボール選手。
ルールー "Lulu"
（声：夏樹リオ）
『オペラオムニア』から登場する黒魔道士の女性。
キマリ＝ロンゾ "Kimahri-Ronso"
（声：長克巳）
『オペラオムニア』から登場するロンゾ族の青年。
アーロン "Auron"
（声：石川英郎）
『オペラオムニア』から登場する伝説のガードと呼ばれた男。
ブラスカ "Braska"
（声：鈴木琢磨）
『オペラオムニア』から登場する大召還士で、ユウナの父。
シーモア＝グアド "Seymour-Guado"
（声：諏訪部順一）
『オペラオムニア』から登場するグアド族の族長。

### ファイナルファンタジーX-2
パイン "Paine"
（声：豊口めぐみ）
『オペラオムニア』から登場する女剣士。「カモメ団」メンバーのひとり。

### ファイナルファンタジーXI
ライオン "Lion"
（声：藤井ゆきよ）
『オペラオムニア』から登場するヒューム族の女性。
リリゼット "Lilisette"
（声：加藤英美里）
『オペラオムニア』から登場する踊り子の少女。ヒューム族とエルヴァーン族のハーフ。
アフマウ "Aphmau"
（声：戸松遥）
『オペラオムニア』から登場するヒューム族の宮廷傀儡師の少女。
パートナーであるオートマトンのアヴゼン（声：尾崎由香）とメネジン（声：田中有紀）もストーリーデモや戦闘演出で登場。
アシェラ "Arciela"
（声：早見沙織）
『オペラオムニア』から登場するヒューム族の少女。
イロハ "Iroha"
（声：水瀬いのり）
『オペラオムニア』から登場するヒューム族の女性。
エルドナーシュ "Eald'narche"
（声：高山みなみ）
『オペラオムニア』から登場。カムラナートの兄。
セルテウス "Selh'teus"
（声：内山昂輝）
『オペラオムニア』から登場。太古に存在したクリュー人の生き残り。

### ファイナルファンタジーXII
アーシェ・バナルガン・ダルマスカ "Ashe B'Nargin Dalmasca"
（声：園崎未恵）
『オペラオムニア』から登場するダルマスカ王国の王女。
パンネロ "Penelo"
（声：小澤真利奈）
『オペラオムニア』から登場する孤児の少女。ヴァンの幼馴染み。
バルフレア "Balflear"
（声：平田広明）
『オペラオムニア』から登場する「物語の主人公」を自称する空賊の青年。
フラン "Fran"
（声：深見梨加）
『オペラオムニア』から登場するヴィエラ族の女性。バルフレアの相棒。
バッシュ・フォン・ローゼンバーグ "Basch Fon Ronsenberg"
（声：小山力也）
『オペラオムニア』から登場するダルマスカ王国の将軍。
レックス "Reks"
（声：田坂秀樹）
『オペラオムニア』から登場するダルマスカ王国の兵士。ヴァンの実兄。
ヴェイン・カルダス・ソリドール "Vayne Carudas Solidor"
（声：飛田展男）
『オペラオムニア』から登場するアルケイディア帝国の皇子。『アーケード』ではプレイヤーキャラクターとして登場する。異名は「統率者」。

### ファイナルファンタジーXII レヴァナント・ウイング
リュド "Lluyd"
（声：沢城千春）
『オペラオムニア』から登場するエグル族の青年。

### ファイナルファンタジーXIII
スノウ・ヴィリアース "Snow Villiers"
（声：小野大輔）
『オペラオムニア』から登場する反聖府レジスタンスのリーダー。
『アーケード』でも2019年1月30日のアップデートより実装。『オペラオムニア』と異なり『ライトニング リターンズ ファイナルファンタジーXIII』における敵対状態で登場し、ゲーム上でもスピリタスサイドとして扱われる。異名は「守人」。『XIII』時の姿は2ndフォームとして実装されている。
ホープ・エストハイム "Hope Estheim"
（声：梶裕貴）
『オペラオムニア』から登場するコクーンの住人。
ヲルバ＝ダイア・ヴァニラ "Oerba Dia Vanille"
（声：福井裕佳梨）
『オペラオムニア』から登場するルシの少女。
サッズ・カッツロイ "Sazh Katzroy"
（声：江原正士）
『オペラオムニア』から登場する飛空艇操縦士。
ヲルバ＝ユン・ファング "Oerba Yun Fang"
（声：安藤麻吹）
『オペラオムニア』から登場するルシの女性。
シド・レインズ "Cid Raines"
（声：中村悠一）
『オペラオムニア』から登場する聖府軍の准将。
ジル・ナバート "Jihl Nabaat"
（声：園崎未恵）
『オペラオムニア』から登場する聖府軍の女性将校。

### ファイナルファンタジーXIII-2
セラ・ファロン "Serah Farron"
（声：寿美菜子）
『オペラオムニア』から登場するライトニングの妹。
ノエル・クライス "Noel Kreiss"
（声：岸尾だいすけ）
『オペラオムニア』から登場。未来世界から来た少年。
カイアス・バラッド "Caius Ballad"
（声：白熊寛嗣）
『オペラオムニア』から登場するルシの戦士。

### ファイナルファンタジーXIV
イダ・ヘクスト "Yda Hext"
（声：遠藤綾）
『オペラオムニア』から登場するヒューラン族の女性。
リセ・ヘクスト "Lyse Hext"
（声：遠藤綾）
『オペラオムニア』から登場するイダの妹であり、ある理由から亡き姉に変装していたヒューラン族の女性。イダとリセは別キャラクター扱いになっているが、同じパーティーへの編成は不可。
サンクレッド "Thancred"
（声：中村悠一）
『オペラオムニア』から登場するヒューラン族の男性。
パパリモ "Papalymo"
（声：喜多村英梨）
『オペラオムニア』から登場するララフェル族の青年。
アリゼー・ルヴェユール "Alisaie Leveilleur"
（声：村川梨衣）
『オペラオムニア』から登場するエレゼン族の少女。アルフィノの双子の妹。
アルフィノ・ルヴェユール "Alphinaud Leveilleur"
（声：立花慎之介）
『オペラオムニア』から登場するエレゼン族の少年。アリゼーの双子の兄。

### ファイナルファンタジーXV
イグニス・スキエンティア "Ignis Scientia"
（声：宮野真守）
『オペラオムニア』から登場するノクティスの幼馴染み。
プロンプト・アージェンタム "Prompto Argentum"
（声：柿原徹也）
『オペラオムニア』から登場するノクティスの親友。
グラディオラス・アミシティア "Gladiolus Amicitia"
（声：三宅健太）
『オペラオムニア』から登場。ノクティスの剣術指南役。
ルナフレーナ・ノックス・フルーレ "Lunafrena Nox Fleuret"
（声：北川里奈）
『オペラオムニア』から登場。「神凪」の巫女で、ノクティスの婚約者。
コル・リオニス "Cor Leonis"
（声：東地宏樹）
『オペラオムニア』から登場するルシス王国の軍人。「不死将軍」の異名を持つ王都警護隊隊長。
イリス・アミシティア "Iris Amicitia"
（声：潘めぐみ）
『オペラオムニア』から登場。グラディオラスの妹。
アラネア・ハイウィンド "Aranea Highwind"
（声：沢城みゆき）
『オペラオムニア』から登場するニフルハイム帝国の准将。海外版にて先行参戦。

### ファイナルファンタジータクティクス
アグリアス・オークス "Agrias Oaks"
（声：沢城みゆき）
『オペラオムニア』から登場する聖騎士の女性。

### ファイナルファンタジー零式
レム・トキミヤ "Rem Tokimiya"
（声：白石涼子）
『オペラオムニア』から登場するペリシティリウム朱雀・0組のアギト候補生のひとり。病弱だが高い魔力を持つ。
キング "King"
（声：杉田智和）
『オペラオムニア』から登場するペリシティリウム朱雀・0組のアギト候補生のひとり。二丁拳銃の使い手。
ケイト "Cater"
（声：茅原実里）
『オペラオムニア』から登場するペリシティリウム朱雀・0組のアギト候補生のひとり。魔装銃と呼ばれる特殊な銃で戦う。
セブン "Seven"
（声：青木まゆこ）
『オペラオムニア』から登場するペリシティリウム朱雀・0組のアギト候補生のひとり。鞭状の剣を武器とする。
エイト "Eight"
（声：入野自由）
『オペラオムニア』から登場するペリシティリウム朱雀・0組のアギト候補生のひとり。素手による格闘戦に長ける。
デュース "Deuce"
（声：花澤香菜）
『オペラオムニア』から登場するペリシティリウム朱雀・0組のアギト候補生のひとり。魔力の音塊を飛ばす笛を武器とする。
シンク "Cinque"
（声：豊崎愛生）
『オペラオムニア』から登場するペリシティリウム朱雀・0組のアギト候補生のひとり。大型のメイスを武器とする。
ジャック "Jack"
（声：鈴村健一）
『オペラオムニア』から登場するペリシティリウム朱雀・0組のアギト候補生のひとり。刀を武器とする居合術の使い手。
トレイ "Trey"
（声：中村悠一）
『オペラオムニア』から登場するペリシティリウム朱雀・0組のアギト候補生のひとり。弓の使い手。
ナイン "Nine"
（声：小野大輔）
『オペラオムニア』から登場するペリシティリウム朱雀・0組のアギト候補生のひとり。槍の使い手。
クイーン "Queen"
（声：小清水亜美）
『オペラオムニア』から登場するペリシティリウム朱雀・0組のアギト候補生のひとり。長剣の使い手で「羅刹」と呼ばれる別人格を持つ。
サイス "Sice"
（声：沢城みゆき）
『オペラオムニア』から登場するペリシティリウム朱雀・0組のアギト候補生のひとり。大鎌を武器とする。
クラサメ・スサヤ "Kurasame Susaya"
（声：櫻井孝宏）
『オペラオムニア』から登場するペリシティリウム朱雀・0組の指揮隊長。
マキナ・クナギリ "Machina Kunagiri"
（声：神谷浩史）
『オペラオムニア』から登場するペリシティリウム朱雀・0組のアギト候補生のひとり。レムの幼なじみで、ドリル型の二刀のレイピアを武器とする。

### ファイナルファンタジー・クリスタルクロニクル リマスター
キアラン "Ciaran"
（声：高梨謙吾）
『オペラオムニア』から登場するクラヴァット族の青年。

### ファイナルファンタジー・クリスタルクロニクル リング・オブ・フェイト
ユーリィ "Yuri"
（声：比嘉久美子）
『オペラオムニア』から登場するクラヴァット族の少年。双子の姉であるチェリンカ（声：黒河奈美）と行動を共にしている。バトルに参加するのはユーリィのみで、チェリンカはパーティーに同行するサブキャラクター扱い。

### ファイナルファンタジー・クリスタルクロニクル エコーズ・オブ・タイム
シェルロッタ "Sherlotta"
（声：井上麻里奈）
『オペラオムニア』から登場。黒い猫の尻尾を持ったクラヴァット族の少女。

### ファイナルファンタジー・クリスタルクロニクル クリスタルベアラー
レイル "Layle"
（声：保村真）
『オペラオムニア』から登場するクラヴァット族の青年。「引力」を操るクリスタルベアラー。
クァイス "Keiss"
（声：杉山紀彰）
『オペラオムニア』から登場するセルキー族の青年。レイルの相棒。
アミダテリオン "Amidatelion"
（声：田中敦子）
『オペラオムニア』から登場する、『クリスタルベアラー』の世界からは消滅したとされるユーク族。
ジュグラン "Jegran"
（声：大友龍三郎）
『オペラオムニア』から登場するリルティ族の軍人。「魔晶化」の力を持つクリスタルベアラー。

### ワールド オブ ファイナルファンタジー
ラァン "Rann"
（声：斉藤壮馬）
『オペラオムニア』から登場。ミラージュ使いで、レェンの双子の弟。
レェン "Reynn"
（声：雨宮天）
『オペラオムニア』から登場。ミラージュ使いで、ラァンの双子の姉。
姉弟共にプリメロ（2頭身）サイズで、システム上は2人で1キャラクター扱いとなる。
エナ・クロ "Enna Krus"
（声：花澤香菜）
『オペラオムニア』から登場。ラァン・レェン姉弟をグリモワルへ誘った神を自称する謎の女性。

### ストレンジャー オブ パラダイス ファイナルファンタジー オリジン
ジャック・ガーランド "Jack Garland"
（声：津田健次郎）
『オペラオムニア』から登場する異世界より召喚された男。
ネオン "Neon"
（声：岡崎加奈）
『オペラオムニア』から登場。ジャックの仲間で、同様に異世界より召喚された少女。
アストス "Astos"
（声：上田燿司）
『オペラオムニア』から登場するダークエルフの王。

## サブキャラクター
ディシディアの段階では正確にわからなかったが、デュオデシムにおいてコスモス・カオス・シドは『FFI』の世界の住民であることが判明する（WoL・ガーランドと同じ出身）。
コスモス "Cosmos"
（声：島本須美 / ヴェロニカ・タイラー）
ディシディアのロゴでは左側、デュオデシムのロゴでは右側に配置された女性体の神。調和を司る。12回目の戦いの最終局面においてカオスとその軍勢との激突で、秩序の10戦士たちの窮地を救うために力を解き放ったことで衰弱している。自ら動くことができないかわり、秩序の戦士たちにクリスタルを集めるよう導いた。そして、クリスタルを集めた戦士たちの目の前でカオスに消滅させられてしまう。
その正体は『FFI』世界において軍用兵器であったカオスを制御するために、母親として慕っていたシドの妻を模倣して作られたイミテーションである。自身のオリジナルであるシドの妻が目の前で殺害された際のカオスの怒りで開いた異次元への扉からディシディアの世界へと飛ばされ、現れた神竜から与えられた力で異世界の戦士を召喚しカオスとの神々の戦いを始める。しかし自身が召喚した戦士が敗北するのを繰り返し見続けることに内心を痛め、本来世界の平定のために使っていた自身の力を分け与えることで戦いの螺旋を断ち切ろうとした。前述のクリスタルは自身の力を形として分け与えた物である。『知られざる物語』の舞台となる世界では召喚した戦士全員が消滅した上に自身も封印されていたが、大いなる意思が悪夢から解放されたこととかつてライトニング達に与えていたクリスタルの力によって奇跡的に復活する。
デザインは初代『FF』にて天野が描いたセーラ姫がモデルとなっている。
カオス "Chaos"
（声：若本規夫 / キース・デイヴィッド）
ディシディアのロゴでは右側、デュオデシムのロゴでは左側に配置された男性体の神。混沌を司る。
プレイヤーキャラクターとしては使用できないが、コンピュータが操るボスキャラクターとして登場し、クリア後はクイックバトルで対戦可能となる。また、カオスとのバトルのみ戦闘マップが1種類しか存在せず、レベルしかカスタマイズできないなど制限が設けられている。
その正体は『FFI』世界においてシドの息子を含む十数人の被検体を用いて生み出された軍用兵器。生まれた直後のカオスは無垢な子供であり、シド夫妻に引き取られて育てられていたがシドの妻を目の前で軍に殺され、その怒りから次元の扉を開きディシディアの世界に飛ばされた。その際にガーランドと出会ったことでこの境遇に自身を重ね、同情した彼から「カオス」と名づけられる。その後コスモスと同様に神竜から異世界の戦士を召喚する能力を与えられてコスモスと神々の戦いを繰り広げることになる。12回目までの戦いは全て勝利してきたが、13回目の戦いにおいて最初で最後の敗北を迎える。しかし消滅の直前に自身に望まざる戦いを強い、さらにコスモスの願いを聞き届けるために自身を裏切ったシドへの憎しみからシドを『知られざる物語』の世界へと封印する。『知られざる物語』の世界では全てに絶望して精神を蝕まれ、デスペラードカオスへと変貌してしまっている。
デザインは初代『FF』にて天野の描いた同名キャラクター「カオス」を踏襲しているが、上述のとおり『FFI』のカオス、ガーランドとは別人である。
シド /  大いなる意思（ナレーション） "Cid of the Lufaine [Narration]"
（声：菅原文太 / ロジャー・パーソンズ）
本作のナレーション。ディシディアでは声のみで姿は登場せず、デュオデシムの『知られざる物語』においてモーグリの姿で登場する。名前はスタッフロールにおいて明かされる。その正体はリメイク版の『FFI』でその名が語られていた「ルフェインのシド」である。
シドは元々『FFI』の世界にいたが前述の理由でディシディアの世界へと飛ばされた際、神竜にカオスに力を付けさせれば元の世界に戻れると教えられ、別の目的で力を付けさせようとしていた神竜と体を見返りに契約した。しかし12回目の戦いにおいて、ライトニング達がイミテーションの出現を断つために次元の扉を閉ざしたことで望みが途絶えかけ、さらにコスモスの願いを知って螺旋を断ち切ろうとするが、その行為によって自身を憎んでいたカオスによって『知られざる物語』の世界に封印されることとなる。最終的にはデスペラードカオスの消滅によって悪夢から解放され、復活したコスモスと会話した後に消滅する。
神竜
次元の狭間を旅し続けている神々しい竜。自身の寝床の一つであったディシディアの世界を訪れた際に飛ばされてきたシドに次元を開くための手段を教え契約を結び、彼に大いなる意思としての力を、コスモスとカオスに神の力と異世界から戦士を召喚する力を与えた。そして戦いが終わると浄化を行い戦士達を復活させてきた。また、カオス専用の召喚獣としても登場する。
その目的は浄化を行うことによってその経験を自分の物とし、より大きな力を手に入れることである。
イミテーション
本シリーズにおける雑魚敵。各プレイヤーキャラクターの外見を水晶で模したような外見をしている。EXモードになってもEXバーストを使用してこない以外は元となったキャラクターと同等の能力を持っており元となったキャラクターが本来LV上習得していない技を使用してくることもある。名称は全て「○○の××」のようになっているが、『オペラオムニア』では「イミテーション ○○」となる。なお、イミテーションとは「偽物」、または「模造品」の意。
イミテーションについては、ディシディアの説明書ではカオス陣営が作り出したかのような説明がなされていたが、実際はディシディアの世界に存在する「クリスタル鉱石」を原材料として、『FFI』の世界でカオスやコスモスを生み出すための研究の過程で「次元の狭間」に破棄された失敗作である。次元の狭間へと続く扉は『FFI』の世界からはシド、カオス、コスモスが飛ばされた際に閉ざされ、ディシディアの世界の入口もシドによって閉ざされたが、12回目の戦いの際にエクスデスがその存在を見つけたことでカオス陣営の戦力として運用されることとなった。ガーランドの発言によると「イミテーションに倒された戦士は復活出来ない」とのことだが、これがこの世界から消滅し、元の世界にも戻れないということなのか、それとも元の世界に戻るということなのかは開発スタッフの意向によりはっきりとした答えが示されていない。
マーテリア
（声：真野恵里菜 / マディソン・ダヴェンポート）
『アーケード / NT』『オペラオムニア』に登場。『NT』のロゴでは右側に配置された女性体の神。機械を司る。
コスモスとカオスの消滅後に出現し、戦いを仕掛けるスピリタスに対抗すべく、かつての戦いでコスモスの陣営だった戦士を呼び寄せる。
『オペラオムニア』では、彼女とスピリタスはエナ・クロよりも下位の神である事が判明している。
スピリタス
（声：高橋一生 / ベン・ロブソン）
『アーケード / NT』『オペラオムニア』に登場。『NT』のロゴでは左側に配置された男性体の神。魔法を司る。
コスモスとカオスの消滅後に出現し、新たな混沌を広げるために、かつての戦いでカオスの陣営だった戦士を呼び寄せる。
モグ
（声：諸星すみれ）
『オペラオムニア』に登場。オペラオムニアの世界の崩壊を阻止するため現れ、マーテリアに仕えるモーグリの姿をした精霊で、ゲームのナビゲーターも務める。ただしマーテリアの僕ではなく、その裏ではスピリタスに内通するなど暗躍しており、オニオンナイトやシャントット、エドガーなど一部の人物は鵜呑みしているウォーリア オブ ライトやティナなどに無闇に信じてはならないと警告している。マーテリアやスピリタスよりも上位の神の使いと思われる。上記の『VI』のモグとは別人。
次元喰い
『オペラオムニア』に登場。『オペラオムニア』の世界を起点に各作品の世界を食らおうと目論む神竜の幼体群。
ブーニベルゼ
『オペラオムニア』に登場。『XIII』の世界における神。
- 上記の他、ヘルプ解説で歴代のシリーズに登場したキャラクターが多数解説役として登場する。
- システムのひとつである「モグネット」において手紙をくれるモーグリも登場する。このうち、一部のモーグリの名前には過去シリーズに登場したキャラクターと同じ名前が使われている[注 11]。